# Socioliberalismo

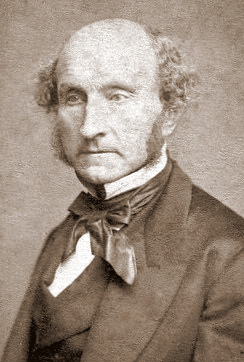
John Stuart Mill.

El socioliberalismo, liberalismo progresista, liberalismo social, o liberalismo moderno es una corriente del liberalismo que, siguiendo en sus inicios a Juan Álvarez Mendizábal y más posteriormente a John Stuart Mill, coloca en el centro de su pensamiento el desarrollo interno y material de los seres humanos pensando en su interacción social.
Las ideas y los partidos liberales sociales tienden a ser considerados de centro a centroizquierda, aunque existen desviaciones de estas posiciones tanto hacia la izquierda como hacia la derecha. Abordar cuestiones económicas y sociales, como la pobreza, el bienestar, la infraestructura, la atención médica y la educación mediante la intervención del gobierno, al tiempo que se enfatizan los derechos individuales y la autonomía, son perspectivas de un gobierno socioliberal. En el discurso político moderno, el liberalismo social se asocia con el progresismo, un liberalismo de izquierda en contraste con el neoliberalismo de tendencia derechista, y combina el apoyo a una economía mixta con el liberalismo cultural.
En lo político, su ética se opone al autoritarismo y busca involucrar a las personas en el proceso de toma de decisiones, de ahí el énfasis en la democracia. En lo económico propone una intervención moderada del Estado en la economía que castigue la formación de monopolios y la consolidación de intereses monopolísticos para conseguir una verdadera libertad de mercado. Los socioliberales son críticos con el socialismo real, debido a su pretensión de socializar la economía, que, según ellos, cae en el paternalismo, coarta la libertad de comercio y genera ineficiencia económica e injusticia social, no así con otras corrientes moderadas del socialismo, como por ejemplo la socialdemocracia. Según los socioliberales la función del Estado es la de garantizar la igualdad de oportunidades, fomentando el desarrollo personal y la libertad de todos los ciudadanos, pero en ningún caso la de sustituirlos en la toma de decisiones.
El socioliberalismo nace como corriente progresista del liberalismo clásico, e introduce el concepto de justicia social y la democracia liberal en su programa de reformas. Es una teoría de origen europeo basada en corrientes racionalistas ilustradas relacionadas, sobre todo, con Kant. Más allá, se pueden encontrar raíces en los orígenes del iusnaturalismo en Tomás de Aquino y Francisco Suárez, en la Escuela de Salamanca, y en el humanismo renacentista.

## Principios teóricos del socioliberalismo
Los primeros socioliberales aparecieron durante el siglo XIX y formularon sus puntos de vista en respuesta al liberalismo clásico de los siglos XVII y XVIII. Los socioliberales pusieron gran énfasis en las libertades individuales y en la interacción de tales libertades con otras funciones esenciales de la vida comunitaria, como son la solidaridad y la empatía, que pueden servir para acrecentar las oportunidades de los menos privilegiados en la sociedad.
Tiene sus fuentes tanto en las tesis más racionalistas de la Ilustración, como en el desarrollo del capitalismo liberal e industrial del s. XIX, con el que comulga sin rubor. Sus fundamentos teóricos se encuentran en las filosofías liberales de Jeremy Bentham, Thomas Jefferson, John Stuart Mill, y, más recientemente, Isaiah Berlin, John Rawls o Norberto Bobbio.
El socioliberalismo se empieza a formar en del siglo XIX. A nivel político y social, está estrechamente vinculado a la Universidad de Oxford y emerge bajo el nombre de Nuevo Liberalismo. Económicamente, está influenciado por investigadores de la Universidad de Cambridge. A nivel internacional, con figuras como Woodrow Wilson, Norman Angell y David Mitrany, ha contribuido en gran medida al establecimiento de instituciones internacionales de regulación, tanto a nivel político (Sociedad de las Naciones y Naciones Unidas) como a nivel económico en el Fondo Monetario Internacional (FMI) y el Banco Mundial.
El liberalismo social como una ideología ha tenido una notable influencia en la vida política de Francia a través del solidarismo y en los Estados Unidos, a través del programa de la Nueva libertad (New liberty) de Woodrow Wilson. Sin embargo, esta ideología es dominante solo después de la Segunda Guerra Mundial. Será muy discutida al final de los Treinta Años Gloriosos, perdiendo gran parte de su influencia en beneficio de otras corrientes liberales. En particular, se le acusa de ceder a la tentación de la pericia, particularmente fuerte en economía. En Latinoamérica, el socioliberalismo está emparentado con el radicalismo, que provienen del ala izquierda de los partidos liberales.
El socioliberalismo, bajo la influencia de John Rawls, Amartya Sen y Martha Nussbaum, opera en torno a un mayor respeto por los ciudadanos, al mismo tiempo que esboza una crítica del «economismo liberal». Desarrolla una reflexión relacionada con las formas de responder a los nuevos retos del siglo XXI: la justicia social, los derechos civiles, multiculturalismo, la ética política, etc.
En lo político, el pensamiento socioliberal se entiende como una evolución natural del progresismo liberal, como adaptación a los tiempos actuales, desarrollando sus propias teorías acerca de las soluciones necesarias para resolver los problemas de la sociedad.

## Ideas del socioliberalismo contemporáneo

### En el ámbito político
- Su ética se opone al autoritarismo. 
  - Según los socioliberales, el Estado regula y protege libertades civiles, pero no puede usurpar la autonomía de los individuos.
  - La soberanía reside en exclusiva en la ciudadanía, y se transmite a través de los mecanismos propios de la democracia liberal o de la democracia participativa.
  - Creencia y defensa de la democracia, y a sus defensores a menudo se les conoce también como liberal-demócratas.[7]
  - Elecciones libres y justas en una democracia pluripartidista.

- Solidaridad internacional, puesto que sus tesis suelen ser universalistas y cosmopolitistas. Una política exterior que promueva la democracia, los derechos humanos, la libertad y la igualdad y, siempre que sea posible, el multilateralismo. Está a favor de la integración regional por ejemplo la integración europea (Unión Europea). Es el propio caso del político belga Guy Verhofstadt, conocido por escribir un libro titulado Los Estados Unidos de Europa, donde abogaba por una Europa unificada como un estado nación (un país) única federal y soberana de estados similar a los Estados Unidos de América, lo que implicaría que cada uno de los estados europeos adquiriría un estatus similar al de un estado estadounidense convirtiéndose en partes constitutivas de una federación europea que actúa como un solo país soberano.
  - Internacionalismo, en oposición al nacionalismo, la xenofobia y el racismo.

- Un sistema realmente republicano y democrático (sin políticos con privilegios o poderes coptados por partidos o ideas populistas, rechazando la adoración y adulación de dimensión casi religiosa o sagrada de figuras de líderes políticos carismáticos e ideas personalistas), leyes fuertes de protección de la vida, propiedad y libertad.

- Entidades reguladoras que defienden a los trabajadores, los consumidores y la competencia.

- Defensa de un gobierno republicano, federal y descentralizado frente a una monarquía unitaria y centralizada.

### En el ámbito económico
- Regulación social y una intervención moderada del Estado en la economía, con el objeto de garantizar una economía social de mercado o también llamado capitalismo social.
  - Diseñada como tercera vía entre el liberalismo económico de laissez faire y la economía socialista.
  - Es una economía de mercado libre, basada en un sistema de precios libres y que la propiedad privada sobre los medios de producción debe ser garantizada, pero se debe obligar al uso responsable (incluyendo asuntos laborales y de utilización de recursos comunes) de tal derecho (principales ideas del ordoliberalismo).
  - La intervención del Estado en la economía es mínima, pero apoya la actividad del gobierno para promover mercados competitivos, programas de bienestar social y un estado de bienestar para abordar las desigualdades sociales que resultan del mercado. Este modelo es prominente en los países de Europa occidental y del norte, aunque variando sus configuraciones.[8]

- El objetivo de la economía social de mercado es lograr la mayor prosperidad, generada por la propiedad privada y el mercado, especialmente el desempeño económico y la alta oferta de bienes, evitando desventajas como la falla del mercado, la competencia destructiva, la concentración del poder económico y los efectos socialmente dañinos de los procesos del mercado, combinada con la mejor seguridad social posible. 
  - A diferencia de la economía de libre mercado, el Estado no es pasivo, sino que toma medidas regulatorias activas.
  - Los objetivos de la política social incluyen políticas de empleo, vivienda y educación, así como un equilibrio de la distribución del crecimiento del ingreso motivado sociopolíticamente.
  - Las características de las economías sociales de mercado son una fuerte política de competencia y una política monetaria contractiva, regulada y genuinamente libre que castigue la formación de monopolios y la consolidación de intereses monopolísticos u oligarquías arraigadas o en el capitalismo de amigos, ya sea originadas por el sector privado o el propio Estado.

- Libre comercio, un país abierto e integrado al mundo en tema económico.

- Sostenibilidad medioambiental y la protección de los animales (liberalismo verde), por ejemplo el Partido Liberal de Canadá, dirigido por Stéphane Dion, colocó al medio ambiente al frente de su agenda política, proponiendo la creación de ecotasas y de impuestos, en una reforma política conocida como el "Cambio Verde". Del mismo modo, los Liberal Demócratas del Reino Unido se han basado en el mismo concepto para proponer cambios en el "impuesto verde".

- Las empresas públicas en áreas que consideran vitales, pero sin llegar a ser "muchas". 
  - Desde una administración como si fueran empresas privadas (se financian solas, compiten con empresas privadas, no se usan como agencias de empleo, etc.) razón por la cual dan ganancias y no tienen la necesidad de subvenciones del gobierno, para que las ganancias de la empresa vayan a las arcas del estado.
  - Con empresas públicas productivas y competitivas pretende financiar las actividades del estado sin necesidad de subir impuestos.

- Ortodoxia fiscal y monetaria, tener pocos impuestos, recaudar porcentajes de impuestos lo más bajos posibles para no castigar el ahorro-inversión-crecimiento económico del sector productivo y privado del país, leyes laborales simples y baratas, un sistema de infraestructura principalmente privado, servicios básicos (agua, gas electricidad, etc.) no monopólicos.

- Combina el desarrollo económico producido por la economía de libre mercado, el libre comercio para favorecer la actividad privada para así crear una economía creciente, que permite disponer de la prosperidad y recaudar el dinero en impuestos para incentivar el ahorro e inversión, para generar riqueza y financiar políticas sociales en sectores de necesidad social: sanidad, educación, jubilaciones, fuerzas de seguridad, ayuda al desempleo y los programas sociales esenciales para el sustento de las clases sociales más bajas y eliminar o reducir la pobreza. 
  - Además, al mantener un Estado más limitado y pequeño, se excluye gasto público, burócratas y funcionarios para dedicarlo a políticas sociales y bajadas de impuestos.
  - Contrario de la teoría económica keynesiana y socialista, donde el Estado tiene que ser grande y fuerte, intervenir e incentivar el consumo, controlar y regular la economía (impuestos altos, controles de precios, planificación económica, incentivos al gasto público, etc.), para el socioliberalismo se tiene que generar crecimiento económico donde no son los beneficios e intervenciones del gobierno los que crean la riqueza y prosperidad del país sino la riqueza generada por la economía de libre mercado, propiedad privada, libre comercio, libertad económica y un mercado laboral flexible, para darle oportunidades y poder desarrollar un sector privado fuerte, pujante y próspero, que les permite el lujo de tener un estado de bienestar con programas de bienestar social, pero siempre sin castigar el sector productivo y privado del país, como el caso del modelo nórdico de bienestar.

### En el ámbito social
- Defensa de los derechos humanos, las libertades fundamentales de los individuos y la defensa de los derechos sociales y civiles.

- Una política social secular y progresista (abogando por la libertad), que incluye el apoyo a la educación sexual, los derechos LGBT, los derechos reproductivos, legalización del aborto, la investigación con células madre, legalización del cannabis (la marihuana), la abolición de la pena capital, la abolición del servicio militar obligatorio y la legalización de la eutanasia.

- Tolerancia social y pluralismo político, porque considera la división de la sociedad como algo heterogéneo, compuesta en diversos grupos sociales con ideas, pensamientos ideológicos e intereses diferentes como una fortaleza y no como una debilidad, porque todas las personas no piensan de la misma manera o porque todas las personas no tienen el mismo proyecto de vida, por eso declara que hay que respetar la posición de cada uno por igual, en oposición al populismo que defiende una visión dualista y colectivista de la sociedad como si fuese uno solo, sin tomar en cuenta las necesidades y proyectos de cada uno.

- Apertura integral a la emigración, la inmigración y el multiculturalismo.

- El Estado no debe moralizar a los ciudadanos, sino que, al contrario, tiene la obligación de garantizar su autonomía moral, pues la moral pertenece a la esfera privada. Por ello, defienden una concepción laica del Estado, abogando por una completa separación entre Iglesia y Estado, y en concreto, defendiendo el derecho de mujeres y hombres a elegir cuándo y cómo tener hijos.

- Una incredulidad en la existencia de crímenes sin víctimas (por ejemplo, drogas y prostitución) y la necesaria despenalización o legalización de estas prácticas.

- Sistemas descentralizados de toma de decisiones.

- Derecho a la legítima defensa, incluido el derecho a poseer armas para tal fin.

- Penalizar la discriminación, pero no el tener ideas discriminatorias mientras sólo se queden en eso. También busca evitar la imposición de cualquier idea en medios de gran alcance, especialmente aquellas que hagan apología a romper la libertad de cualquier individuo, sea atentando contra el derecho de tener un estado de bienestar social o cualquier daño discriminatorio.

- Defiende la igualdad jurídica y social, de manera que todos deben ser iguales ante la ley sin importar sus creencias o ideas; siempre que se mantengan dentro del marco legal y sin que interfieran con las de otros.

- El Estado debe mantenerse al margen y no tomar parte en decisiones que creen que dependen de la opinión de cada individuo. Debe dejar que la gente haga lo que desea (dentro del marco de la ley), pero sin que el Estado lo promueva o critique.

- A las personas en situación de calle se les tiene que rescatar, educar y que busquen un trabajo para su independencia y que después paguen, aunque variando el método y modo. A los más necesitados, ayudas no en dinero, sino en bienes (subsidios a los servicios, comida, medicamentos) y que los mismos tengan fecha de vencimiento (para que busquen un empleo) y capacitarlos. Esto además generaría una mayor seguridad, menos inestabilidad social, y por lo tanto la gente no estaría propensa a caer en ideologías muy radicales (ya que estas tienen un mayor alcance en situaciones de inestabilidad económica, política o social).

- Justicia social e igualdad de oportunidades, entendida como el mecanismo fundamental para lograr la igual libertad.

- El Estado debe encargarse únicamente de gestionar las políticas sociales y los fondos públicos obtenidos de la mejor forma posible. Mantener una burocracia muy limitada, que todo aquel sector del que no dependan las políticas sociales debe ser privado. 
  - Se diferencia de la socialdemocracia porque no es tan intervencionista como esta, sino que permite hacer a los ciudadanos lo que mejor les parezca de forma autónoma.
- A favor de los servicios sociales, pero que estos los proporcionen empresas privadas que el ciudadano elija, exceptuando sanidad, educación, seguridad y disminución o eliminación de la pobreza (a diferencia de la socialdemocracia, que propone lo mismo pero a través de empresas monopólicas públicas). Menos paternalismo estatal, pero sin llegar a ser liberales completamente, pero sí algo más inclinados hacia el capitalismo.

El liberalismo social cree que la libertad se basa en el libre desarrollo de la persona sin coacción del Estado, siempre que se mantengan dentro de lo que es legal y sin que interfieran con el otros, creyendo en la mejor forma de garantizar  servicios sociales de calidad, y se favorezca la actividad económica privada, el crecimiento económico, el ahorro e inversión para conseguir elevados salarios y un mayor volumen de beneficios en las empresas que les permitan recaudar más volumen en impuestos. Puede traducirse en un liberalismo con un estado de bienestar (aplicado solo a funciones realmente importantes como salud o educación, para que haya igualdad de oportunidades y justicia social, para que haya una cosa, la voluntad propia).

## Partidos políticos social liberales

### En Europa

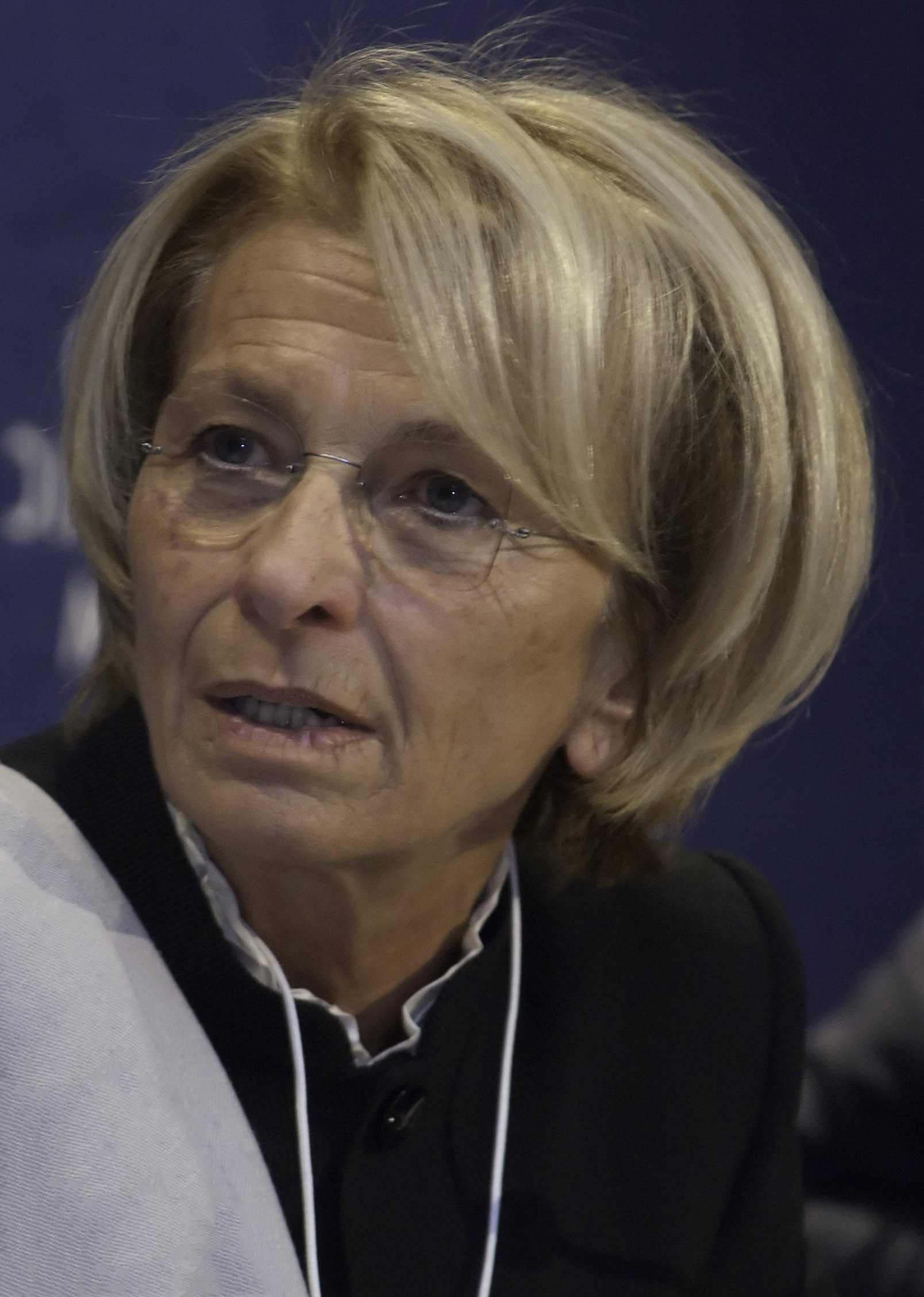
Emma Bonino.

En Europa el socioliberalismo no pertenece a ningún partido u organización, sino que permea toda la construcción política europea; es una de las ideologías que ha configurado los partidos europeos en todo el espectro político. Así, la mayor parte de los partidos políticos europeos democráticos y moderados tiene raíces ideológicas en el socioliberalismo, como es el caso de la izquierda socialdemócrata y de la derecha liberal. Sin embargo, hay partidos más directamente inspirados por el socioliberalismo, y, en Europa, se encuentran en su mayoría en el entorno del Partido de la Alianza de los Liberales y Demócratas por Europa, que con el nombre de Renovar Europa conforma el tercer grupo más numeroso en el Parlamento Europeo. Su actual líder es el ex primer ministro de Bélgica, Guy Verhofstadt, cuyo hermano, el pensador Dirk Verhofstadt, ha sido uno de los grandes contribuidores contemporáneos al socioliberalismo tanto en Bélgica como en Países Bajos.[cita requerida]
Por lo general, los social liberales europeos están a favor del federalismo europeo. Esto le ha acarreado críticas desde sectores euro-escépticos, que tumbaron su candidatura en el año 2004 a la presidencia de la Comisión Europea. También fue conocida su postura contraria a la invasión de Irak planeada por George W. Bush.[cita requerida]
El actual presidente de ELDR, el británico liberal demócrata Graham Watson, fue elegido el 25 de noviembre de 2011 en el Congreso celebrado en Palermo. Nada más se supo su nombramiento, dijo: «Mis tres principales metas serán expandir el partido, poner al día las técnicas de campaña y construir un partido verdaderamente pan europeo en su pensamiento».[cita requerida]

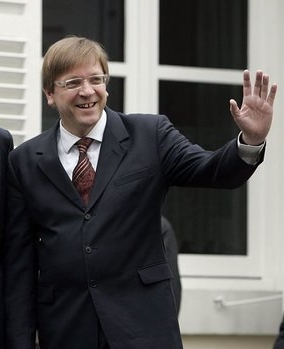
Guy Verhofstadt en 2005.

A esto, añadió: «Las múltiples crisis en las que actualmente nos encontramos —económica, política y medioambiental— son una oportunidad para los liberales para mostrar de qué estamos hechos. Es nuestro trabajo como liberales explicar cómo ofrecemos una verdadera alternativa responsable al conservadurismo y al socialismo».[cita requerida]
De los partidos estatales europeos, destacan por su tamaño los siguientes partidos de inspiración directamente socioliberal:
- En Reino Unido, el Partido Liberal Demócrata. Actualmente su líder es Tim Farron. Se ha posicionado públicamente a favor de un cambio de la ley electoral hacia una más proporcional, una defensa del europeísmo e introducir legislación a favor del matrimonio entre personas del mismo sexo, temas que en su momento produjeron tensiones en su coalición de gobierno con los conservadores entre 2010 y 2015.[cita requerida]

- En España, el partido Unión Progreso y Democracia (UPyD) representó, desde su fundación en septiembre de 2007 hasta su disolución en diciembre de 2020, lo más parecido al socioliberalismo que España ha logrado encontrar. UPyD era un partido progresista que combina la ideología social liberal con el centralismo desde el centro del espectro político.[9][10][11][12] La exlíder de UPyD, Rosa Díez, afirmó que el socioliberalismo es la doctrina política que mejor definía a UPyD porque el partido aunaba elementos del liberalismo político y la socialdemocracia.[13] Su manifiesto fundacional tenía como objetivos la igualdad en libertad de la ciudadanía, la laicidad y la democracia liberal. Los filósofos Carlos Martínez Gorriarán y Fernando Savater, fueron parte de los promotores que formaron el partido. Desde 2017 es el partido de Ciudadanos el que se identifica con el liberalismo progresista[14] sustituyendo en la práctica a UPyD en este espacio político. En 2017 fue fundada, también en España, la formación socioliberal Contigo Somos Democracia, un partido que se originó en la Comunidad Valenciana a través de la plataforma Contigo, su fundador fue José Enrique Aguar, ex-portavoz de Ciudadanos en la Diputación de Valencia y diputado no adscrito.[15]

- Radicales Italianos en Italia. Actualmente, Emma Bonino y Marco Panella han retomado el radicalismo italiano como partido político. También en Italia, se pueden considerar al Partido Republicano Italiano y a Italia Viva, de Matteo Renzi, dentro de estas posturas ideológicas.

- En los países del norte de Europa están el Partido del Centro de Finlandia, Partido Social Liberal Danés en Dinamarca, el Partido del Centro y el Partido Popular Liberal en Suecia o el Partido del Centro en Estonia.

- En Europa Occidental, algunos partidos socioliberales notables son Demócratas 66 en Países Bajos, en Francia el partido En Marcha y el Movimiento Demócrata de François Bayrou, y Liberales y Demócratas Flamencos de Alexander de Croo.La República en Marcha en Francia, liderado por Emmanuel Macron, actual presidente de la República Francesa, exmiembro del partido socialista de Francia. ¡En Marcha! manifiesta que desea salir de los marcos políticos tradicionales y quiere presentarse como una organización transversal. Macron se opone al tradicional dualismo izquierda-derecha, recordándoli por la dicotomía entre progresistas y conservadores, identificándose con los primeros, y se considera a él mismo como un liberal progresista y de centro. Macron afirma que su partido político es a la vez de derechas y de izquierdas.

- En la Europa poscomunista, destaca el Movimiento Palikot en Polonia, del filósofo y empresario Janusz Palikot, que aboga por un laicismo muy sonoro en un país de alta tradición católica. Está muy enfocado en la defensa de las minorías, y defiende el matrimonio entre personas del mismo sexo. Otros serían Democracia Liberal de Eslovenia o el Partido Popular Croata-Liberal Demócratas.

- En Rusia, esta corriente de pensamiento correspondería a Yábloko, un pequeño partido cuyos votantes son la clase media joven. Están a favor de un acercamiento de Rusia a la Unión Europea y a Occidente en general. Critican el autoritarismo del presidente Putin y quieren convertir a Rusia en un verdadero Estado de derecho basado en los principios de la democracia liberal.

### Fuera de Europa

#### América
En Estados Unidos, el socioliberalismo se identifica muy decididamente con el Partido Demócrata, cuyo fundador, Thomas Jefferson, fue uno de los primeros teóricos socioliberales (la Declaración de Independencia de los Estados Unidos, redactada en su mayoría por Jefferson, recoge explícitamente algunos importantes principios del socioliberalismo, como los concernientes a los derechos humanos, y a la separación de Iglesia y Estado).[cita requerida]
En Canadá está el Partido Liberal, basado en las teorías de diversos autores liberales que incluyen la libertad individual para las generaciones presentes y futuras, la responsabilidad, la dignidad humana, el concepto de sociedad justa, libertad política y religiosa, unidad nacional en el marco de un Canadá federal, igualdad de oportunidades, diversidad cultural, bilingüismo y multilateralismo. Este partido impulsó medidas sociales tales como la legalización del matrimonio gay y el uso del cannabis terapéutico, además de una propuesta para legalizar su posesión en pequeñas cantidades. 
En Chile, el socioliberalismo está representado por el Partido Liberal de Chile. Uno de los autores que han aportado a la literatura socioliberal desde ese país ha sido el abogado y filósofo Agustín Squella. 
En Costa Rica las posturas del socioliberalismo están representadas por el Partido Liberal Progresista. Esta agrupación política defiende la libertad económica, la defensa de los derechos LGTBI+, la legalización del consumo de marihuana, la fecundación in vitro, la separación Estado e Iglesia, políticas ambientales y políticas de asistencia social que busquen el empoderamiento de los beneficiados y que no dependan del Estado.

#### Otros
En India, el socioliberalismo está representado por el Congreso Nacional Indio y en Sudáfrica por la Alianza Democrática. En Japón por el Partido Democrático de Japón.[cita requerida]

## Desarrollo del liberalismo social
Fueron varios los hechos que durante los siglos XVIII y XIX iban a alentar el surgimiento del liberalismo social.
Al principio del siglo XIX, el liberalismo era la fuerza política e intelectual dominante en Europa. En Inglaterra, el Partido Liberal nació en 1839 a partir de la reunión del expartido Whigs y los radicales, los seguidores de Jeremy Bentham y el utilitarismo. Fue uno de los dos grandes partidos ingleses, con los Tories, hasta 1922. Sociológicamente, estuvo muy influenciado por la pequeña burguesía radical. Bajo su influencia, Richard Cobden y la Escuela de Mánchester terminan con la derogación de las Leyes de Maíz el 16 de mayo de 1846, y la conversión de Inglaterra al libre comercio. Mientras en los Estados Unidos, se estableció un consenso liberal después de la Guerra Civil, en el continente europeo el liberalismo regresó a Francia y Alemania después de las revoluciones de 1848. El filósofo y economista John Stuart Mill, de la escuela clásica, se apartó de los estrictos dogmas del liberalismo económico clásico, y presentó su interés en el saint-simonismo, incluyendo la idea de la igualdad de género y las críticas al liberalismo clásico, llevándolo a teorizar un nuevo estado social que uniría la mayor libertad individual de acción con «una propiedad común de las materias primas del globo» y «una participación igualitaria de todos en beneficios de la asociación laboral». El trabajo de Mill, favorablemente influenciada por la Revolución Francesa del mes de febrero de 1848, demuestran la consistencia de su interés en el socialismo.
En las revoluciones liberales —que destruyen las bases jurídico-políticas establecidas hasta entonces por el absolutismo— y la revolución industrial —que arroja a los campesinos de la tierra y los incorpora a la industria—, enarbolando la postura del individualismo, no hay una consideración social de la pobreza, sino que se considera tener en esos casos mala suerte o malos hábitos. De esta situación surge el socialismo, que introduce una consideración social de los problemas empezando a propugnar medidas colectivas y postulando intervenciones del Estado en la economía. Los obreros empiezan a estar organizados y a exigir una democratización y una laicización de la educación.
En los años posteriores, desde el liberalismo se empieza a tomar conciencia de la cuestión obrera. Se produce una laicización de la educación y una generalización de la enseñanza obligatoria, suponiendo una mejora de la clase obrera al intentarse una incorporación de ésta en la sociedad liberal. Se produce aquí la primera gran diferenciación entre el liberalismo clásico y el liberalismo social, donde el primero utiliza la libertad individual como medio universal para la realización del ideal del individuo sin distinguir clases sociales y el segundo, en cambio, trata de integrarlo a la sociedad, visualizando al colectivo como una unidad corpórea que exige el sacrificio de parte del interés particular volcándolo en el concepto abstracto de "voluntad colectiva".
En el mundo anglosajón, estas ideas son conocidas como "liberalismo moderno", en contraposición al liberalismo clásico o a los neoconservadores o liberal-conservadores. En Estados Unidos, estas posturas están defendidas por el Partido Demócrata de Estados Unidos. Allí, los demócratas son conocidos, simplemente, como "liberales".
La Iglesia católica sufrió una embestida muy fuerte durante el siglo XIX. A partir de la amenaza social que consideraban que se producía con la organización de los obreros, los conservadores vieron en los principios católicos la manera de mantener al hombre. Sin embargo, el papa León XIII, en la encíclica Rerum novarum de 15 de mayo de 1891, da nota de la cuestión social y de las condiciones en la que viven los obreros, pero ve también que está siendo captada por lo que considera la subversión del socialismo. La Rerum novarum supone reconocer unas premisas sociales y nace de esta manera la doctrina social de la Iglesia.
La Internacional Liberal es la principal organización internacional de partidos liberales, incluyendo los social liberales.

## Expresiones del liberalismo social
Las dos principales corrientes del liberalismo social se vieron en Inglaterra con el new liberalism, propugnado por Leonard Trelawny Hobhouse, y en Francia con el solidarismo, abanderado por Alfred Fouillée, Célestin Bouglé y, sobre todos, Léon Bourgeois. En España también tuvo importancia el krausoinstitucionalismo, corriente krausista del liberalismo social que encabezaron Francisco Giner de los Ríos y Gumersindo de Azcárate.

## Principales pensadores social liberales

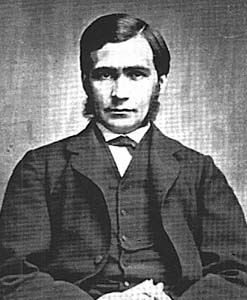
Thomas Hill Green

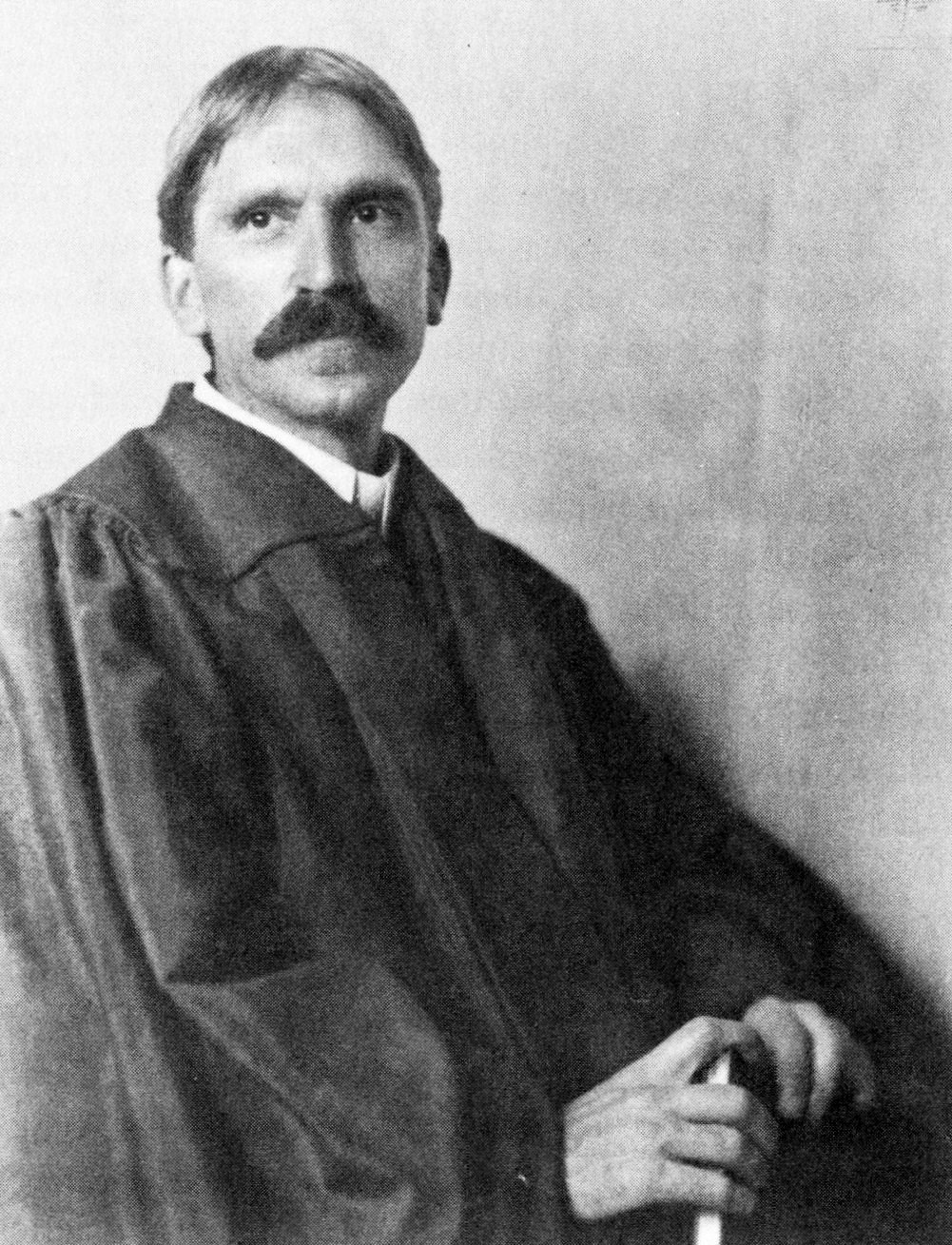
John Dewey

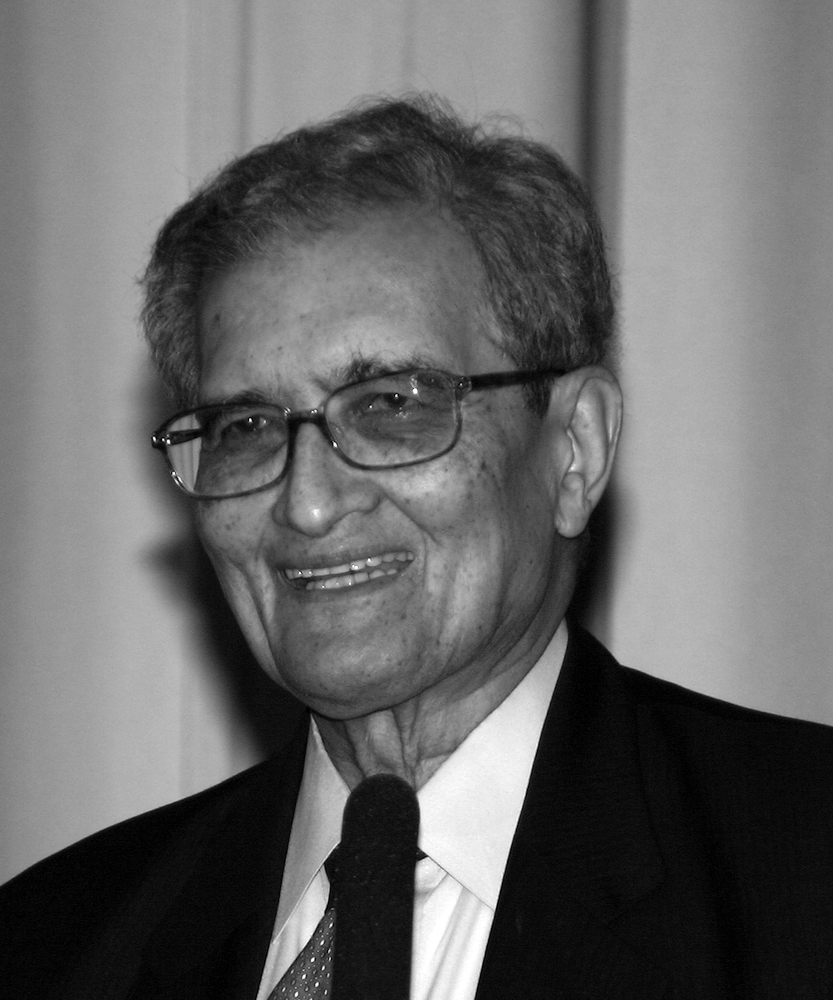
Amartya Sen

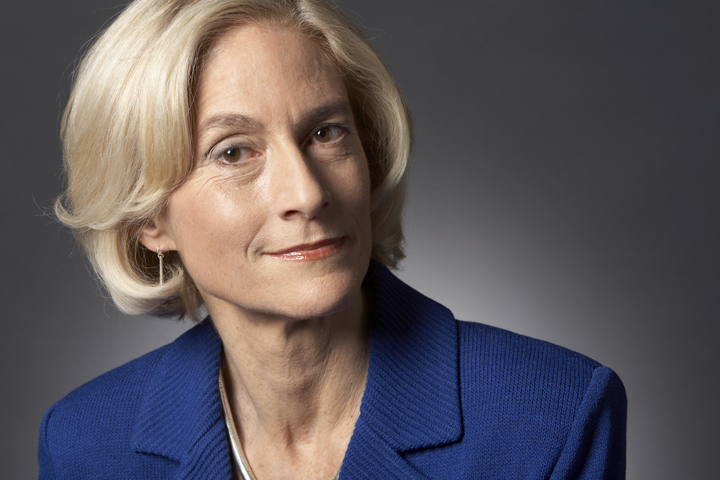
Martha Nussbaum

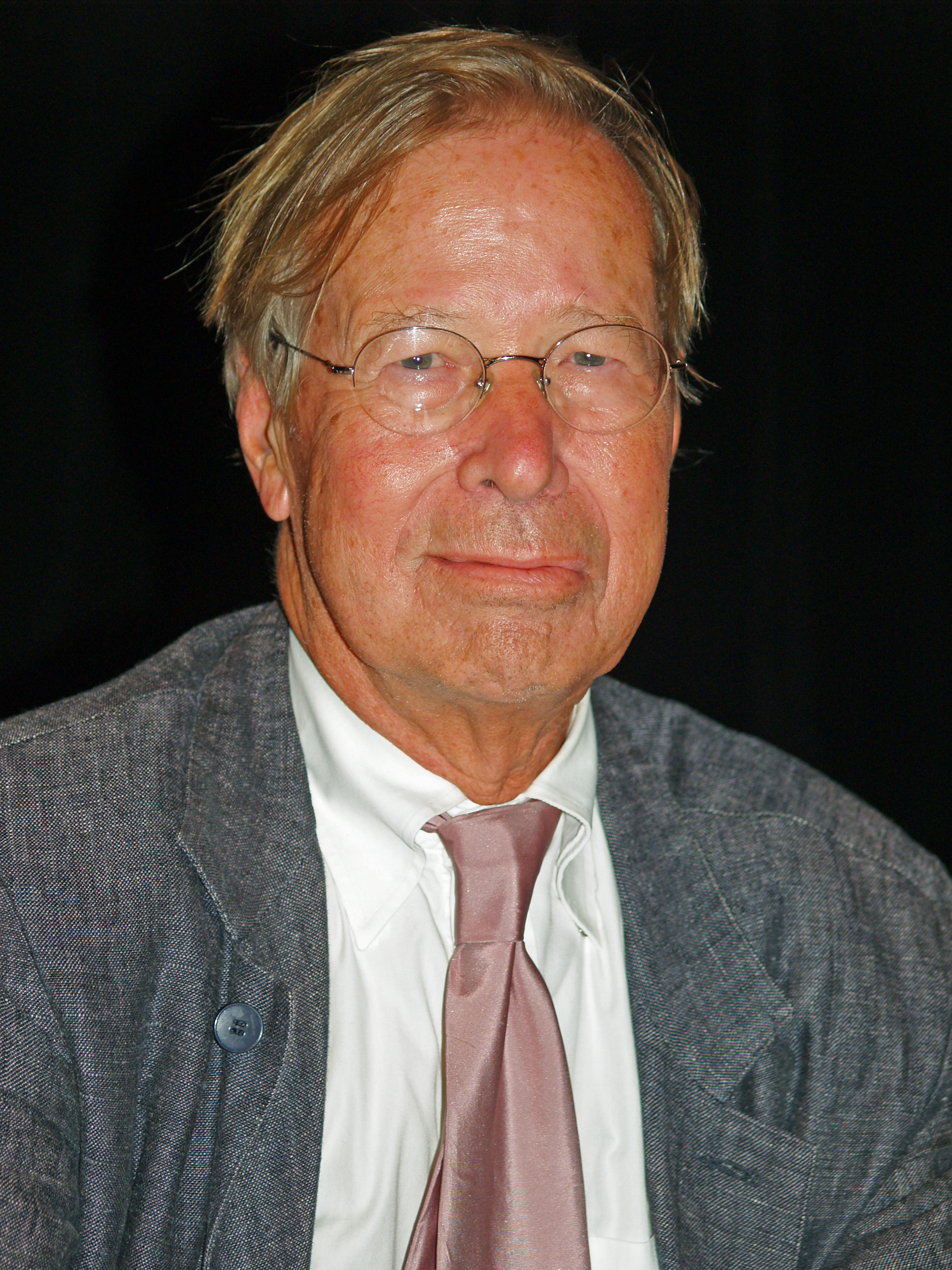
Ronald Dworkin

Esta lista presenta algunos de los más notables pensadores y políticos que generalmente son considerados como los más significativos contribuidores al desarrollo y evolución del socioliberalismo como ideología política.
- Thomas Hobbes (1588-1679)
- John Locke (1632-1704)
- Thomas Jefferson (1743-1826)
- Jeremy Bentham[5] (1748-1832)
- John Stuart Mill[5][22][23][24] (1806-1873)
- Thomas Hill Green[5][22][25][26][27] (1836-1882)
- Lester Frank Ward (1841-1913)
- Lujo Brentano[22] (1844-1931)
- Bernard Bosanquet[26] (1848-1923)
- Herbert Henry Asquith (1852-1928)
- Woodrow Wilson[28] (1856-1924)
- Émile Durkheim[29][30][31] (1858-1917)
- John Atkinson Hobson[5][25][26][27] (1858-1940)
- John Dewey[5][28] (1859-1952)
- Friedrich Naumann[32][33][34] (1860-1919)
- Gerhard von Schulze-Gaevernitz[22] (1864-1943)
- Leonard Trelawny Hobhouse[5][22][25][26][27] (1864-1929)
- Leandro N. Alem (1842-1896)
- William Beveridge[5][25] (1879-1963)
- Hans Kelsen[28] (1881-1973)
- José Ortega y Gasset (* 1883-1955)
- Carlo Rosselli[24] (1899-1937)
- Bertil Ohlin[35][36] (1899-1979)
- Piero Gobetti[24] (1901-1926)
- Guido Calogero[24] (1904-1986)
- Isaiah Berlin[28] (1909-1997)
- Norberto Bobbio[28][24] (1909-2004)
- Miguel Reale[37][38] (1910-2005)
- John Rawls[5][23][39][40] (1921-2002)
- Don Chipp[41] (1925-2006)
- Karl-Hermann Flach[42] (1929-1973)
- Jürgen Habermas (* 1929)
- Vlado Gotovac[43] (1930-2000)
- Richard Rorty[44] (1931-2007)
- Ronald Dworkin[23][24][40] (1931-2013)
- Amartya Sen[23][45][46] (* 1933)
- José G. Merquior[28][47] (1941-1991)
- Bruce Ackerman[23][40] (* 1943)
- Martha Nussbaum[45] (* 1947)
- Paul Krugman[48] (* 1953)
- Dirk Verhofstadt[45] (* 1955)
- Agustín Squella[49] (*1944)